# فشاغ شاذ
فشاغ شاذ (الاسم العلمي: Heterosmilax)، جنس نباتات من فصيلة الفشاغيات. أنواعه 12 أعطانها جنوب الصين وجنوب شرق آسيا.